# Angela Gisela Brown
Ángela Gisela Brown Burke, née le 3 février 1958 à Bocas del Toro, au Panama, est une créatrice de mode panaméenne, devenue la princesse Angela de Liechtenstein par son mariage avec le prince Maximilien de Liechtenstein. 
Son mariage a été autorisé par son beau-père le prince régnant, Hans-Adam II. Le couple a un enfant, le prince Alfons, né le 18 mai 2001 à Londres (Royaume-Uni),.

## Biographie

### Enfance et éducation
Angela est née à Bocas del Toro, au Panama en 1958 et est la fille de Javier Francisco Brown et de Silvia Maritza Burke. Après avoir fini ses études universitaires à New York, elle a étudié la mode à la Parsons The New School for Design où elle a reçu le prix Oscar de la Renta. Elle a créé sa propre marque de mode nommée A. Brown, qu'elle a dirigé pendant trois ans. Elle a, de plus, travaillé ponctuellement pour la marque de mode Adrienne Vittadini jusqu'en 1999.

### Mariage et descendance
En 1999, la maison princière de Liechtenstein a annoncé le mariage prochain du second fils du prince régnant Hans-Adam II de Liechtenstein, le prince Maximilien de Liechtenstein avec Angela Gisela Brown. Le 29 janvier 2000, à 11h00 du matin, le couple s'est marié à l'église Saint Vincent Ferrer de New York, après avoir obtenu le consentement et le plein soutien du souverain et père du marié, qui a également assisté au mariage aux côtés de sa femme, la princesse Marie, et de leurs enfants,.
Depuis son mariage, la princesse Angela participe occasionnellement à des événements en principauté, en compagnie de son fils, Alfons.

## Titres et honneurs
- Depuis le 29 janvier 2000 : Son Altesse sérénissime la princesse Angela de Liechtenstein